# Coltello in ceramica

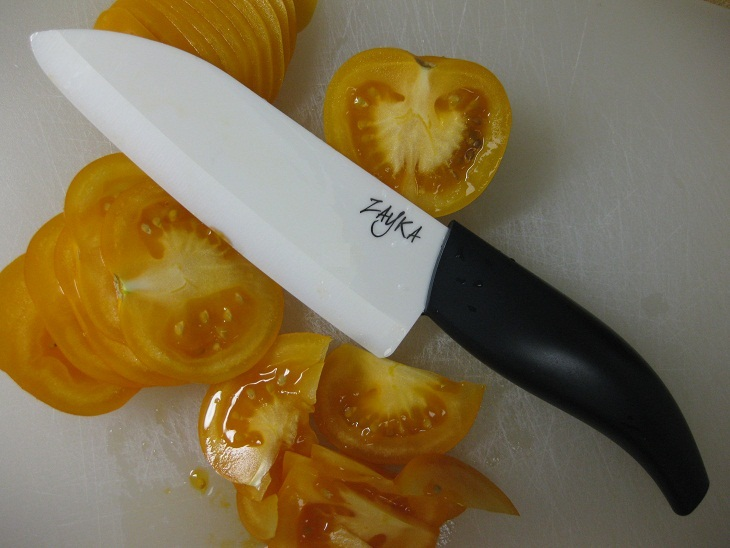
Un coltello da cucina in ceramica

Un coltello in ceramica è un coltello fatto di materiale ceramico, spesso ossido di zirconio (ZrO2; noto anche come zirconia). I coltelli in tale materiale sono fabbricati con la tecnologia della compressione a secco della polvere di zirconia e portati ad alta temperatura, la sinterizzazione. La lama viene eseguita mediante smerigliatura con mola diamantata. La zirconia ha indice 8.5 sulla scala di Mohs, comparata a 4.5 per l'acciaio e 7.5-8 per l'acciaio temprato e 10 per il diamante. Questa durezza elevata fa sì che non siano necessarie affilature frequenti.

## Ossido di zirconio
L'ossido di zirconio è usato per il suo polimorfismo. Esiste in tre stati: monoclinico, tetragonale e cubico. Il raffreddamento nella fase monoclinica dopo la sinterizzazione può causare un cambiamento di volume notevole che può causare cricche nel materiale. Additivi come magnesio, calcio e ittrio sono utilizzati nella fabbricazione di coltelli per la stabilizzazione del materiale nelle fasi di alta temperatura. L'aumento della tenacia è ottenuto con l'addizione del 3 mol% di ossido di ittrio che mediamente stabilizza la zirconia. Questo materiale consiste di una miscela di stati tetragonali e cubici con un carico vicino a 1.200 MPa. Piccole cricche permettono la fase di trasformazione, che essenzialmente chiudono le cricche e prevengono cedimenti strutturali, nota come TTZ (Transformation-Toughened Zirconia).

## Proprietà

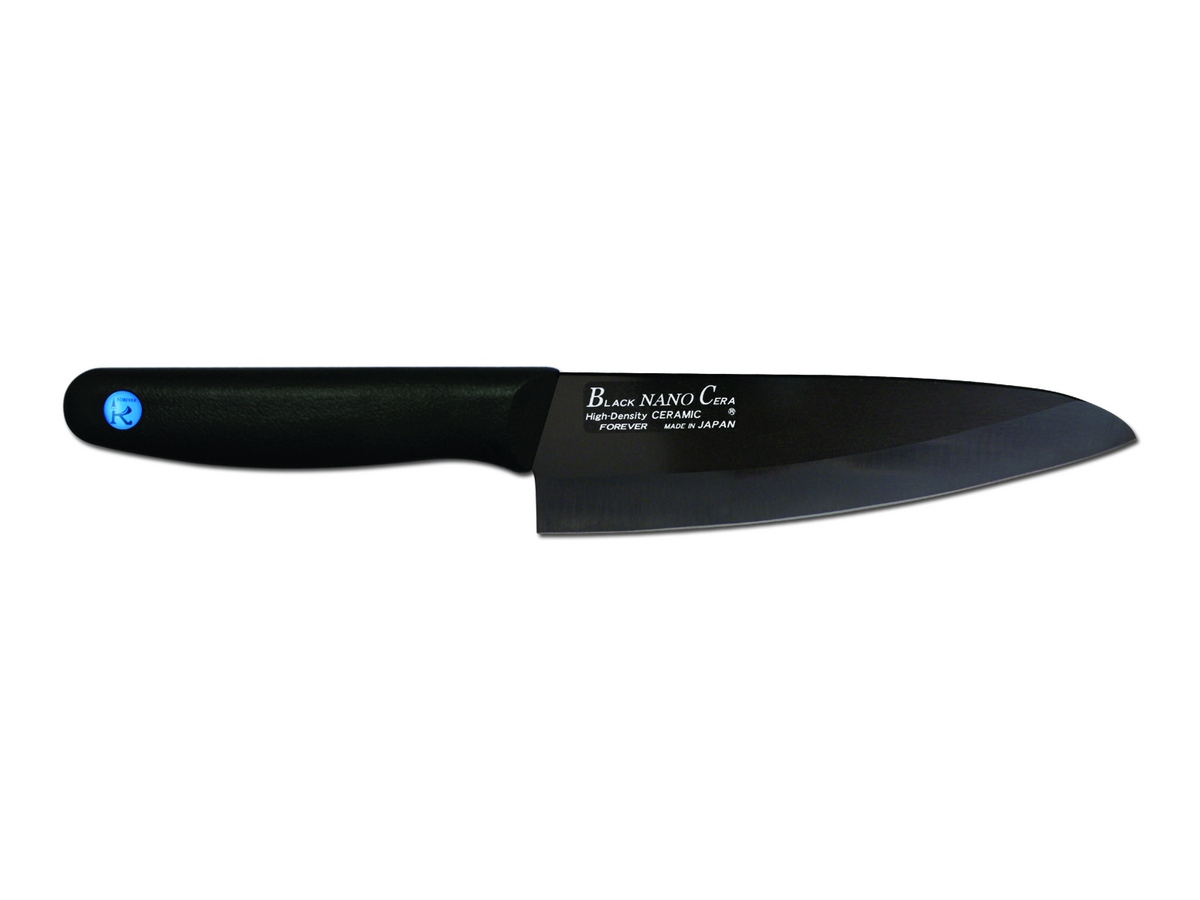
Coltello in ceramica nera

I coltelli in ceramica non sono corrosi in ambienti acidi, sono amagnetici, e non conducono elettricità a temperatura ambiente. Date le loro caratteristiche di resistenza agli acidi e alle sostanze basiche, e la capacità di tenere il filo della lama per lungo tempo rispetto alla coltelleria in acciaio, vengono preferiti per il taglio di carne, vegetali, frutta e pane. Data la elevata durezza del materiale, la lama può rompersi se impattata contro superfici dure, anche se i procedimenti tecnologici di ultima generazione hanno ridotto tale punto debole. Non sono adatti all'uso di taglio di cibi congelati o molto duri come ossa. Molti marchi offrono coltelli colorati di nero o con disegni mediante pressatura isostatica a caldo, che aumenta la tenacità.

## Uso in cucina
I coltelli ceramici sono particolarmente usati come coltelli da cucina e alcune persone sostengono che non creano problemi di reazione con gli acidi alimentari.